# 罗兹法布雷奇纳车站

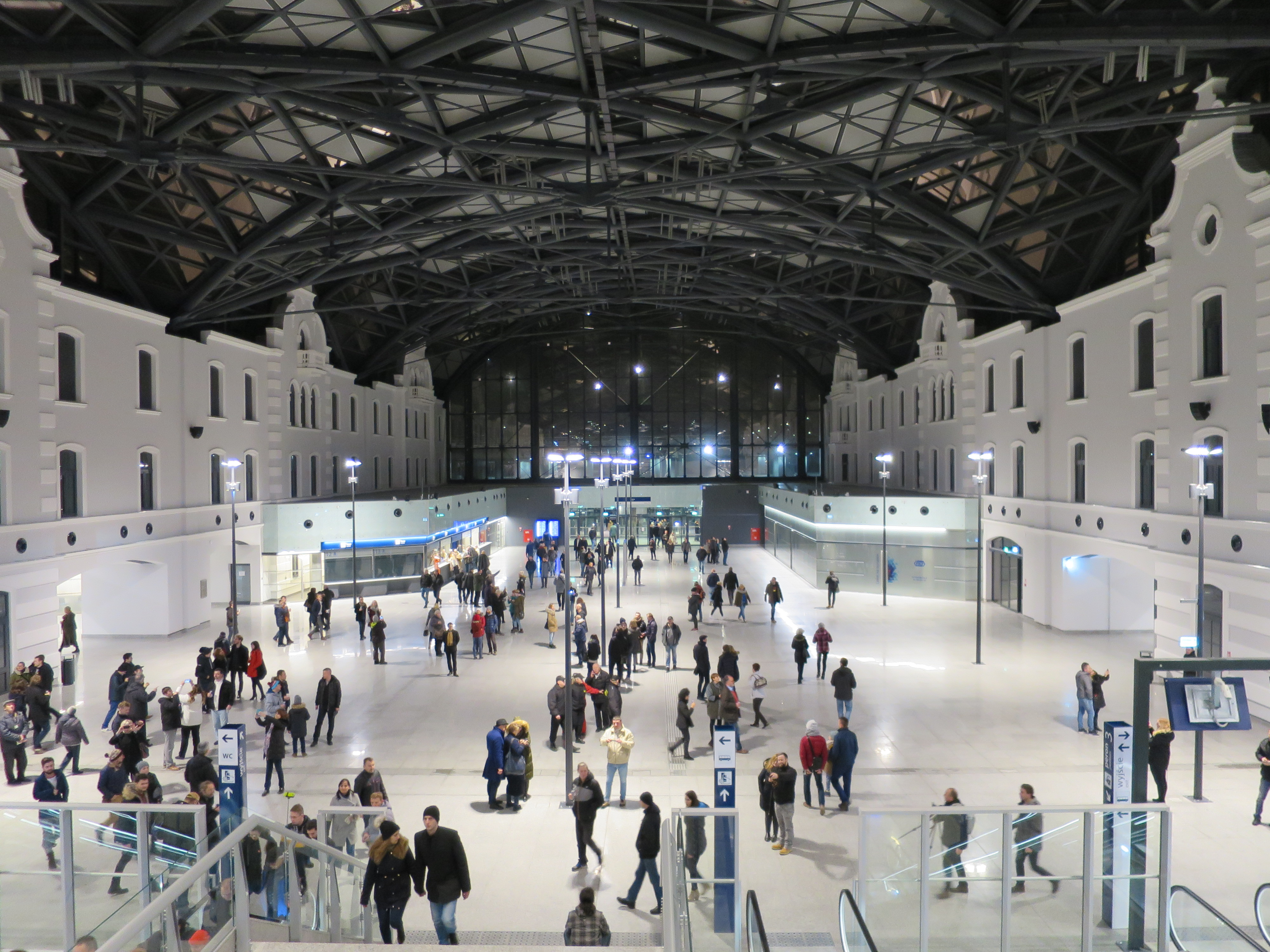
罗兹法布雷奇纳车站內部

罗兹法布雷奇纳车站（波蘭語：Łódź Fabryczna）是波蘭第三大城羅茲的一座鐵路車站，為羅茲最現代化也是最大的車站，啟用於1866年，原本的車站於2011年10月16日關閉，目前的新站房於2016年12月11日啟用。